# كلوديا غيرهارد
كلوديا غيرهارد (بالألمانية: Claudia Gerhardt)‏ هي منافسة ألعاب القوى ألمانية، ولدت في 18 يناير 1966.

## وصلات خارجية
- كلوديا غيرهارد على موقع الاتحاد الدولي لألعاب القوى (الإنجليزية)